# Gary Mason
Gary Mason (Jamaica, 15 december 1962 – Wallington, 6 januari 2011) was een Brits bokser. Hij vocht als  zwaargewicht en was in 1989 Brits kampioen in het zwaargewicht.  Hij bokste in totaal 38 partijen waarvan hij er 37 won, 34 maal met KO.
Mason kreeg op 6 januari 2011 een fietsongeval in Zuid-Londen.